# Savignano Irpino
Savignano Irpino – miejscowość i gmina we Włoszech, w regionie Kampania, w prowincji Avellino.
Według danych na 1 stycznia 2022 roku gminę zamieszkiwało 1008 osób (513 mężczyzn i 495 kobiet).